# Liste de sociétés savantes de Savoie
La liste de sociétés savantes de Savoie présente les différentes sociétés savantes, appelées souvent académies, et locales présentes sur le territoire de la Savoie.

## Histoire
La création de ces académies, entre 1815 et 1860, correspond au retour des territoires du duché de Savoie sous la souveraineté de la maison de Savoie, à la suite de la disparition du Premier Empire.
Ces sociétés réunissent l'élite locale (médecins, avocats, membre du clergés, aristocrates), francophone, qui trouve là le moyen d'affirmer une identité spécifique face à l'État sarde et au rêve italien.
À la suite du traité de Turin et de l'annexion de la Savoie à la France, les Savoyards ont perdu le culte monarchique, ils se sont donc retournés vers la sauvegarde de leur patrimoine et de leur histoire, réaffirmant une identité spécifique, prémices d'un régionalisme futur. L'historien André Palluel-Guillard définit ainsi leur persistance dans la famille France : « les sociétés savantes sont une affirmation identitaire des territoires de Savoie pour sauvegarder et défendre leur patrimoine et leur histoire face à la centralisation française ».
Les principales académies et sociétés prennent l'habitude de se réunir pour partager leurs travaux à partir de 1878 dans un congrès. Le principal objectif de l'organisation d'un congrès des sociétés savantes à partir de cette date est le maintien des liens historiques entre les anciennes provinces historiques qui forment la Savoie. Ces congrès se tiennent de manière biennale.
La fédération des sociétés savantes de Savoie connaît plusieurs étapes. En 1899, un projet d'union des sociétés savantes de Savoie associées au Dauphiné et au Vivarais voisins est proposée. Dans le « Rapport sommaire 1928-1929-1930 » des Mémoires de l'Académie des sciences, belles-lettres et arts de Savoie (1931), on peut lire « Enfin en 1930, malgré des préoccupations de tout genre telles que la création d'une fédération des sociétés savantes de Savoie, […], et enfin la menace angoissante
d'être expulsée du local ». Le 15 avril 1930, une assemblée réunissant plusieurs sociétés savantes — l'Académie de Savoie, la Société d'histoire naturelle de Savoie, la Société savoisienne d'histoire et d'archéologie, l'Académie Florimontane (Annecy), l’Académie de la Val d’Isère, la Société d'histoire et d'archéologie de Maurienne, l'Académie Salésienne , l'Académie Chablaisienne — se tient à Chambéry, dans le château ducal, pour « jeter les bases d’une association sous le nom de Fédération des sociétés savantes de Savoie »,. Le projet n'aboutit pas.
Il faut attendre le 24 octobre 1970, à Albertville, pour que soit discuté des statuts d'une future Union des sociétés savantes de Savoie. Un an plus tard, le 9 avril 1971, l'association Union des sociétés savantes de Savoie, est créée (voir section suivante). Son siège se trouve à Chambéry.
On estime, en 2011, le nombre des membres de ces différentes sociétés à deux à trois mille individus.

## Congrès des Sociétés savantes de Savoie (depuis 1878)
Les académies et sociétés savantes prennent l'habitude de se réunir tous les ans les premières années (1878-1888), puis à partir de 1888 tous les deux ans pour partager les résultats de leurs travaux, sauf lors de périodes historiques troubles (1905-1937 et 1938-1964).

## Union des sociétés savantes de Savoie
L'Union des sociétés savantes de Savoie est née lors d'une réunion de huit académies et sociétés savantes à Albertville en octobre 1970,. Parmi les membres, on retrouve les huit principales académies ou sociétés on retrouve l’Académie de Savoie, la Société d'histoire naturelle de Savoie, l'Académie Florimontane, la Société savoisienne d'histoire et d'archéologie, la Société d'histoire et d'archéologie de Maurienne, l’Académie de la Val d’Isère, l'Académie Salésienne, l'Académie Chablaisienne, l'Académie du Faucigny, les Amis du Vieil Annecy et la Société d'histoire naturelle de la Haute-Savoie.
D'autres sociétés locales se sont, depuis, associées aux membres fondateurs : les Amis du Vieux Conflans, les Amis du Vieux Chambéry, les Amis de  Viuz-Faverges, les Amis du Vieil Annecy, les Amis du Vieux Rumilly, les Amis du Vieux Sallanches, les Amis du Vieux Chamonix, l'Association de sauvegarde des paysages et monuments de la Haute-Savoie et le Groupe d'étude d’hydrologie souterraine du Semnoz, les Amis du Val de Thônes.
Les buts de l'association sont :
- l’organisation des Congrès périodiques des Sociétés Savantes de Savoie, la coordination de leurs travaux et la promotion de recherches qui se révéleraient opportunes.
- la publication des travaux scientifiques inédits présentés dans ces congrès
- la liaison, dans le cadre de ces congrès, avec les organismes départementaux, régionaux et, nationaux susceptibles d’apporter leur soutien matériel et moral à l'organisation de ces congrès et à la publication de leurs travaux.

L'USSS officialise ainsi les rencontres ayant débuté à la fin du XIXe siècle. Sont maintenus les rencontres bi-annuelles dans des lieux différents de Savoie, mais désormais des thèmes sont à l'ordre du jour. Pour connaître les différents thèmes depuis 1874, voir ci-dessus.

## Les Sociétés savantes et des sociétés locales
Cette liste présente les différentes sociétés de Savoie selon le découpage provincial.

### Savoie Propre
Les sociétés savantes :
- L'Académie de Savoie, Académie des Sciences, Belles Lettres et Arts de Savoie, fondée en 1820
- La Société savoisienne d'histoire et d'archéologie (SSHA), fondée à Chambéry en 1855[8]
- Société d'histoire naturelle de la Savoie, fondée en 1844 par Louis Rendu, membre de l'Académie de Savoie ou encore Jean-Baptiste Bailly[9]
- Académie savoyarde des sciences médicales, fondée en 1937

Les sociétés locales :
- Société d'art et d'histoire d'Aix-les-Bains et sa région, fondée en 1993[10],[11]
- Société des Amis du Vieux Chambéry (Chambéry), fondée en 1933[12],[13]
- Société des Amis du Vieux Conflans (Savoie), fondée en 1930[14],[15],[16]
- Association Connaissance du canton de Bourdeau, Le Bourget-du-Lac, La Chapelle du Mont du Chat, La Motte-Servolex (Val du Bourget)[17]
- Association d'Animation du Beaufortain (Beaufortain), fondée en 1973[18]
- Association de recherche et d'entraide dans les documents et études savoyards, AREDES, association généalogique de Savoie (Chambéry)[19].
- Association des Amis de Joseph et Xavier de Maistre (Chambéry), fondée par Jacques Lovie, Jean Boissel, Jean-Louis Darcel, en 1975[20]
- Association des Amis de Montmélian et de ses environs - Amis de Montmélian (Montmélian), fondée en 1976[21],[22]
- Centre d'Archéologie Lacustre d'Aix-en-Savoie (Aix-les-Bains), fondée en 1975[23]
- Groupe de Recherches Archéologiques de la Combe de Savoie (Combe de Savoie), fondé en 1975[24]
- Kronos, archéologie, histoire et témoignage de l'Albanais sur sa partie appartenant au département de la Savoie, fondée en 1986[25].
- Cercle royal de Savoie, fondé en 2024[26]

### EnMaurienne
- La Société d'histoire et d'archéologie de Maurienne, fondée en 1856[27]
- L'Académie de Maurienne, fondée le 15 juillet 2008[28]

Les sociétés locales :
- Maurienne Généalogie, fondée en 1996

### Tarentaise
- L'Académie de la Val d'Isère, fondée en 1865[29]

Les sociétés locales :
- La Société d'histoire et d'archéologie d'Aime (Aime), fondée en 1968[30],[31].

### Chablais
- L'Académie chablaisienne, fondée en 1886[8]
- L'Institut de la langue savoyarde, fondée en 2005[32]

Les sociétés locales
- Association française de limnologie[33]

### Genevois
Les sociétés savantes :
- L'Académie florimontane, fondée en 1607 (fondée par François de Sales et le Président Antoine Favre), réactivée en 1851[8]
- L'Académie salésienne, fondée en 1878[8]
- La Salévienne, La Société d'Histoire de la Savoie du Nord (proche de Genève), fondée en 1984[34]
- La Société des Beaux-arts de la Haute-Savoie, fondée en 1909

Les sociétés locales :
- Centre Généalogique de Savoie, fondée en 1977[35]
- La Société d'histoire naturelle de la Haute-Savoie, fondée par Henri Juge et François Plagnat en 1954[36]
- Société des Amis du Vieil Annecy (Annecy), fondée en 1932[37],[38]. Reconnu comme « établissement d'utilité publique » par décret, le 10 septembre 1970[39].
- Amis de Viuz-Faverges (Faverges), fondé en 1972 (à l'origine du Musée de Viuz)[40],[41]
- Amis du Vieux Rumilly et de l'Albanais (Rumilly, Pays de l'Albanais), fondée par Louis Buttin en 1954, à l'origine du Musée de l'Albanais[42]
- Amis du Val de Thônes, fondé en 1975[43],[44]
- Amis du vieux Seynod (Seynod), fondé en 1984[45],[46]
- Société d'Histoire du Pays de Fillière (Groisy), fondée en 2003[47]
- Association mycologique et botanique d'Annecy[48]
- Fédération mycologique et botanique Dauphiné-Savoie[49]
- Association Rhône-Alpes des amis de Saint-Jacques[50]
- Les amis des moulins savoyards[51]

### Faucigny
- L'Académie du Faucigny, fondée en 1938[8],[52]

Les sociétés locales :
- Société des amis du vieux Chamonix, Chamonix, fondée en 1969[53],[54]
- Les Amis du vieux La Roche
- Les Amis de la Grande Maison, au Contamine-sur-Arve, fondée en 1994[55].
- Culture Histoire et Patrimoine de Passy et le Centre de recherche et d'études sur l'histoire d'Assy, Passy[56].
- Association de la musique mécanique des Gets[57]